# Río Claro Solar
Río Claro Solar är ett vattendrag  i Chile.   Det ligger i regionen Región de Aisén, i den södra delen av landet, 1 200 km söder om huvudstaden Santiago de Chile.
I omgivningen kring Río Claro Solar växer i huvudsak blandskog och området är nästan obefolkat, med mindre än två invånare per kvadratkilometer.